# Stazione di Castelrosso
Stazione di Castelrosso vasútállomás Olaszországban, Chivasso településen.

## Vasútvonalak
Az állomást az alábbi vasútvonalak érintik:
- Torino–Milánó-vasútvonal

## Kapcsolódó állomások
A vasútállomáshoz az alábbi állomások vannak a legközelebb:
- Stazione di Chivasso
- Stazione di Verolengo
- Stazione di Torrazza Piemonte